# Silvano Labriola
Silvano Labriola (Napoli, 26 giugno 1935 – Roma, 7 novembre 2005) è stato un politico e giurista italiano.

## Categoria
Professore di Istituzioni di diritto pubblico presso la facoltà di scienze politiche dell’Università di Pisa, dove rimarrà fino al 1994. Dal 1994 al 2005, è professore di diritto costituzionale italiano e comparato presso la facoltà di scienze politiche dell’Università degli Studi di Napoli Federico II.
Esponente del Partito Socialista Italiano, fu eletto deputato il 20 giugno 1976 e rimase in Parlamento fino al 1994. Fu anche vicepresidente della Camera durante la XI legislatura. Labriola è stato relatore in parlamento della legge di conversione del decreto legge n.164/1991 recante norme contro le infiltrazioni mafiose nei consigli comunali e provinciali ed altri organi di altri enti locali.
Il suo nome compare nella lista degli iscritti alla loggia massonica P2.

## Opere
- Labriola, Silvano, Il consiglio supremo di difesa nell'ordinamento costituzionale italiano, Giuffré, 1973.
- Labriola, Silvano, Giolitti e lo Statuto da Riformare, in Giornale Di Storia Costituzionale (2002), 105.
- Labriola, Silvano, a cura di: Pietro Nenni, "Discorsi parlamentari", 1983.
- Labriola, Silvano. Ripensare lo Stato: atti del Convegno di studi, Napoli, 22-23 marzo 2002 / a cura di Silvano Labriola. Quaderni della Rassegna parlamentare; 6: Milano: Giuffré, c2003.
- Labriola, Silvano. 1999. Il Parlamento repubblicano (1948-1998) / a cura di Silvano Labriola. n.p.: Milano: Giuffrè, c1999.
- Labriola, S. (1999). Le autorità indipendenti: da fattori evolutivi ad elementi della transizione nel diritto pubblico italiano / a cura di Silvano Labriola. Milano: Giuffrè, c1999.
- Labriola, S. (1997). Cinquantenario della Repubblica italiana: giornate di studio sulla Costituzione, Roma 10-11 ottobre 1996 / a cura di Silvano Labriola. Milano: Giuffrè, c1997.
- LABRIOLA, S. (1998). Il bicameralismo nel progetto di riforma della Costituzione italiana del 1997. Rivista Trimestrale Di Diritto Pubblico, 48(1), 83-103.
- Labriola, S. (1995). Storia della Costituzione italiana / Silvano Labriola. Napoli [etc.] : Edizioni scientifiche italiane, 1995.
- LABRIOLA, Silvano. "Il principio maggioritario e la Costituzione republicana: rilettura in termini di attualità" Studi Parlamentari E Di Politica Costituzionale 107, (January 1, 1995): 51-72.
- LABRIOLA S., I regolamenti parlamentari tra teorie sulla sovranità e domestica giurisdizione, in Riv. trim. dir. pubbl., 1986, 424 ss.